# 萱野駅
萱野駅（かやのえき）は、北海道三笠市萱野にかつて設置されていた、北海道旅客鉄道（JR北海道）幌内線の駅（廃駅）である。電報略号はカヤ。事務管理コードは▲131501。

## 歴史

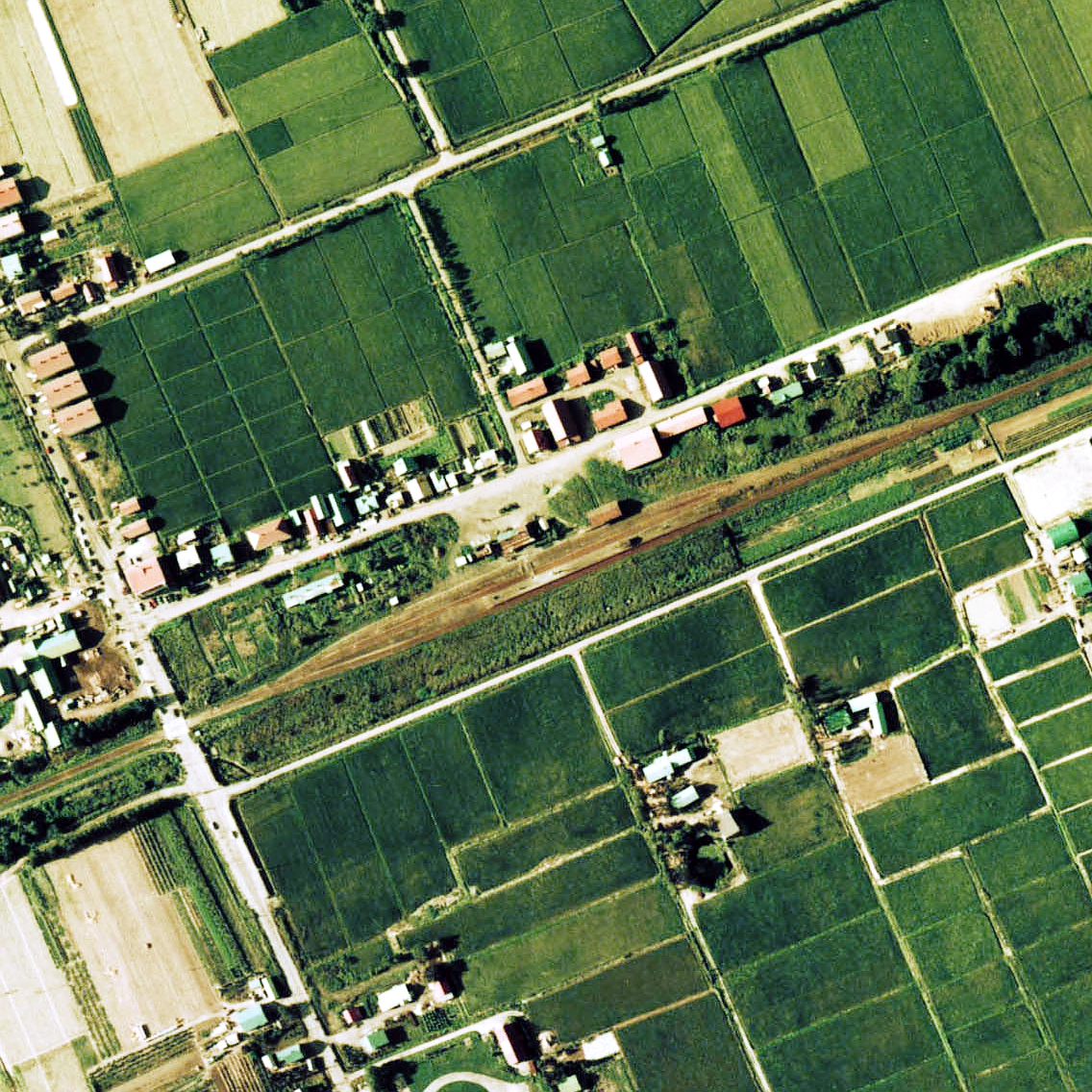
1976年の萱野駅と周囲500 m範囲。左が岩見沢方面。島式ホーム1面2線と、駅舎前に貨物積卸線、駅舎横の三笠側に線路まで屋根の張り出した貨物ホームを持つ。この後、貨物荷物取扱い廃止に伴い貨物線が撤去され、島式ホームの駅舎側本線も三笠側分岐が切られて引込線化された。

純農村地域で、早くから農地開墾が進み、現在の三笠市内や岩見沢市内への農産物供給地であった。1898年（明治31年）頃から当地区の有志による駅設置運動があったが、1910年（明治43年）から三笠山村（当時）として当駅開設の陳情を開始し、1912年（明治45年）6月に受理、同年11月工事着工となった。開駅の翌年1914年（大正3年）には日本製麻萱野工場が近くで操業を開始し、1925年?（大正14年）の工場閉鎖まで当駅は活況を呈した。当駅開設の理由としてこの工場開設によるものとの説もある。当工場閉鎖により当駅利用も一時低下したが、周辺地域人口の増加に伴い回復した。

### 年表
- 1913年（大正2年）9月11日：鉄道院幌内線の萱野駅として開業[4]。一般駅[4]。
- 1981年（昭和56年）5月25日：貨物・荷物の取り扱いを廃止[5]。駅員無配置駅となる[6]。
- 1984年（昭和59年）2月1日：簡易委託駅化。
- 1987年（昭和62年）
  - 4月1日：国鉄分割民営化により、JR北海道に継承[1]。
  - 7月13日：幌内線の全線廃止に伴い、廃駅となる[1]。

### 駅名の由来
開拓当初に萱や葦が密生していたので、1887年（明治20年）頃の入植者が地区名とした。

## 駅構造
廃止時点で、島式ホーム（片面使用）1面1線を有する無人駅であったが、以前は島式ホーム1面2線を有した列車行き違い可能駅であった。開業当時からの駅舎が、構内の北側に位置していた。

## 駅周辺
- 三笠市立萱野中学校
- 北海道中央バス（高速みかさ号）「萱野」停留所

## 駅跡
旧萱野駅舎内は廃線後荒廃していたが、地域住民の活動によって再生され、2000年代よりライダーハウスとして使用されている。ホームには車掌車ヨ8103が連結器に時計を付けた形で保存されている。

## 隣の駅
北海道旅客鉄道（JR北海道）
幌内線
栄町駅 - 萱野駅 - 三笠駅